# 성남시의료원
성남시의료원(城南市醫療院, Seongnam Citizens Medical Center, SCMC)은 지역 주민의 건강권을 확대하고자 대한민국 최초 시민 발의로 건립한 경기도 성남시의 시립 의료원(공공병원)이다.
2011년 수정구 태평동의 옛 시청 건물을 철거한 후, 그 자리에 성남시의료원을 신설하기로 했다. 2013년 11월에 착공하여 2019년 4월에 의료원 건물을 준공하고, 2020년 7월에 정식 개원했다.

## 설립 근거
지방의료원의 설립 및 운영에 관한 법률

## 개요
24개 진료과목, 509병상 규모의 종합병원이다. 대지면적 2만4711m2로 지하 4층 ~ 지상 10층 구성되어 있다.

## 역사
- 2003년 12월: 성남시의료원 설립 및 운영에 관한 주민발의 조례 제정 운동[2]
- 2006년 3월 15일:「성남시의료원설립 및 운영에 관한 조례안」 시의회 의결
- 2013년 11월 14일: 기공식 개최[3]
- 2016년 5월 2일: 성남시의료원 초대 조승연 원장 취임
- 2019년 4월 1일: 성남시의료원 2대 이중의 원장 취임
- 2019년 4월 11일: 성남시의료원 준공
- 2019년 11월 25일: 모의진료 실시
- 2019년 12월 16일: 시범진료 개시
- 2020년 1월 28일: 입원진료 개시
- 2020년 2월 23일: 감염병 전담치료병원 지정
- 2020년 5월 6일: 정상 진료 개시 (22개 진료과목)
- 2020년 7월 28일: 개원식

## 논란
신상진 성남시장은 14일 기자회견을 열어 “3,888억 원을 투입해 2020년 7월 개원한 성남시의료원은 509병상, 최신 의료장비 등을 갖춰 어떤 대학병원과 비교해도 손색없는 종합병원임에도 일반진료, 응급상황, 증중 외상 및 심근경색 환자 등을 적절히 치료하지 못하고 있다”고 지적했다. 그는 “공공의료원이 적자 나는 것은 당연하지만 (성남시의료원은) 방만한 운영과 느슨한 조직 문화가 작용한 ‘나쁜 적자’의 사례”라며 “수도권 유수의 대학병원에 위탁할 것”이라고 밝혔다.